# ابن عیاش
احمد بن محمد بن عبیدالله جوهری معروف به ابن عیّاش (وفات ۴۰۱ ه‍.ق) از محدثان شیعهٔ امامی است. نجاشی و ابن شاذان قمی از شاگردان او بودند. او در علم رجال تبحر داشت. به گفتهٔ نجاشی شعر نیز می‌سروده‌است. پیشه‌اش جواهرسازی بوده و از این‌رو به «جوهری» معروف بوده‌است. مقتضب الاثر فی النص علی الائمة اثنی عشر، الاغسال، اخبار بنی‌هاشم، عمل رجب، شعبان و شهر رمضان و مسائل الرجال از آثار او هستند.